# Volba prezidenta České republiky

Vlajka prezidenta České republiky je jedním ze státních symbolů

Prezidenta České republiky volí občané od roku 2012 přímou volbou. Mezi lety 1993 a 2012 byl prezident ČR volen nepřímo Parlamentem.
Prezidentem republiky může být zvolen občan, který má právo volit a dosáhl věku 40 let. V České republice je funkční období prezidenta 5 let. Nikdo nemůže být zvolen více než dvakrát za sebou, zvolen také nemůže být občan, který byl potrestán za velezradu nebo za hrubé porušení Ústavy nebo jiné součásti ústavního pořádku. Podmínkou k podání kandidatury je získání podpory nejméně dvaceti poslanců nebo deseti senátorů, případně alespoň 50 000 občanů, kteří podepíší příslušnou petici. Historicky prvním, kdo byl zvolen přímou volbou, byl v roce 2013 Miloš Zeman.
Volba se koná v posledních šedesáti dnech volebního období úřadujícího prezidenta republiky, nejpozději však třicet dnů před uplynutím jeho volebního období. Uvolní-li se úřad prezidenta republiky, koná se volba do devadesáti dnů.

## Nepřímá volba (1993–2012)

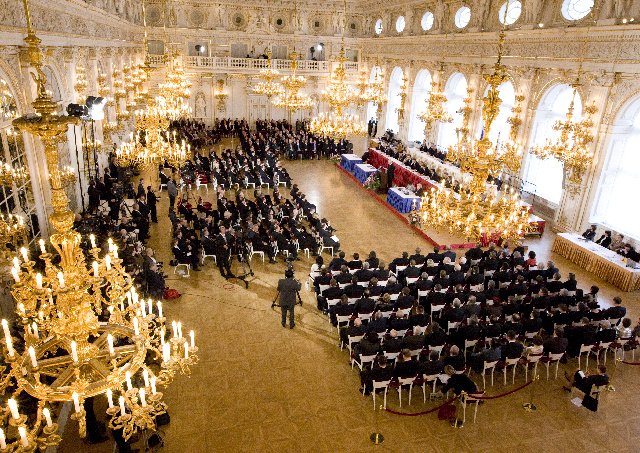
Volba prezidenta v roce 2008

Volba se konala v posledních 30 dnech volebního období úřadujícího prezidenta republiky. Uvolnil-li se úřad prezidenta, konala se volba do třiceti dnů.
Volba se konala na společné schůzi Poslanecké sněmovny a Senátu (první volbu v roce 1993 provedli pouze poslanci, protože Senát ještě nebyl ustaven). V prvním kole volby byl zvolen prezident, pokud kandidát získal nadpoloviční většinu hlasů všech poslanců i nadpoloviční většinu hlasů všech senátorů. Nezískal-li žádný z kandidátů nadpoloviční většinu hlasů všech poslanců a všech senátorů, konalo se do čtrnácti dnů druhé kolo volby.
Do druhého kola postupoval kandidát, který získal nejvyšší počet hlasů v Poslanecké sněmovně, a kandidát, který získal nejvyšší počet hlasů v Senátu. Bylo-li více kandidátů, kteří získali stejný nejvyšší počet hlasů v Poslanecké sněmovně, nebo více kandidátů, kteří získali stejný nejvyšší počet hlasů v Senátu, sečetly se hlasy odevzdané pro ně v obou komorách. Do druhého kola postupoval kandidát, který takto získal nejvyšší počet hlasů. Zvolen byl kandidát, který získal nadpoloviční většinu hlasů přítomných poslanců i nadpoloviční většinu hlasů přítomných senátorů.
Nebyl-li prezident republiky zvolen ani ve druhém kole, konalo se do čtrnácti dnů třetí kolo volby, v němž byl zvolen ten z kandidátů druhého kola, který získal nadpoloviční většinu hlasů přítomných poslanců a senátorů. Nebyl-li prezident republiky zvolen ani ve třetím kole, konaly se nové volby.
Ústava ani příslušné zákony nepředepisovaly, zdali má být volba prezidenta veřejná, či tajná. Historicky první a jediné veřejné volby prezidenta České republiky se však konaly až v roce 2008, volby v předcházejících letech byly tajné.

## Přímá volba (od 2013)

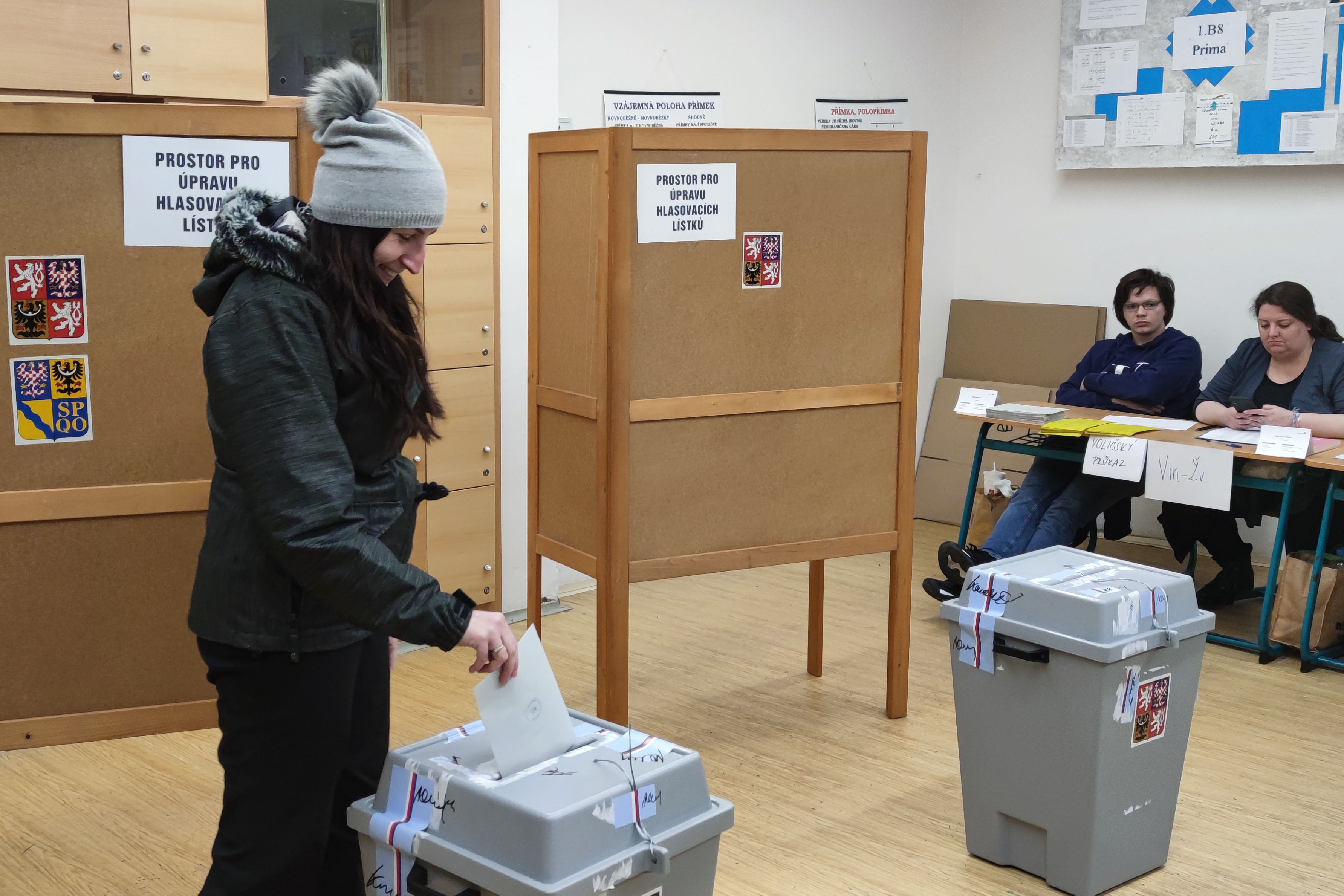
Volba prezidenta České republiky v roce 2023, volební okrsek č. 70, Olomouc

### Zavedení přímé volby
Ke konci roku 2010 začala být už na vládní úrovni připravována změna Ústavy, která by zavedla volbu přímo občany. Vzhledem k tomu, že tento návrh prošel, Česká republika se přidala ke 12 zemím Evropské unie, které přímou volbu hlavy státu mají (Bulharsko, Finsko, Francie, Irsko, Kypr, Litva, Polsko, Portugalsko, Rakousko, Rumunsko, Slovensko a Slovinsko). Zajímavostí je, že u těchto států má silné pravomoci pouze francouzský prezident, postavení ostatních hlav států je podobné českému prezidentovi. Ostatní země EU pak mají volbu nepřímou (Estonsko, Itálie, Lotyšsko, Maďarsko, Malta, Německo a Řecko) nebo jsou konstitučními monarchiemi (Belgie, Dánsko, Lucembursko, Nizozemsko, Španělsko a Švédsko). Ovšem v Německu a Itálii nevolí prezidenta jen parlament, ale též zástupci německých zemí či italských oblastí. V Estonsku přechází právo volit prezidenta z parlamentu na Volební shromáždění, kde jsou i zástupci obcí, pokud parlament nezvolí prezidenta ani ve třetí volbě.
Ministerstvo spravedlnosti připravilo tři varianty přímé volby hlavy státu všemi občany, jedna spočívala v jednokolové volbě, dvě ve volbě dvoukolové. Legislativní rada vlády pak doporučila z těchto navrhovaných možností tu, která je využívaná i při volbách do Senátu. Při prvním politickém jednání zástupců vládní koalice a ČSSD pak do hry vstoupila i varianta australského modelu volby poslanců (tzv. alternativní hlasování), kdy by volič jednotlivé kandidáty seřadil podle své preference a prezidentem by pak byl zvolen ten kandidát, který by byl první v celkovém pořadí. Nakonec ale zůstalo u varianty využívané při volbách do českého Senátu.
V polovině roku 2011 se ukázalo, že u relevantních politických sil existují rozdílné názory na to, zda se způsobem volby prezidenta republiky také nezměnit jeho pravomoci. ODS chtěla změnit jen způsob volby, ČSSD ale trvala i na změnách pravomocí. Podle bývalých ministerských předsedů Miloše Zemana a Jana Fischera byly tyto rozpory pouze záminkou k tomu, aby přímá volba prezidenta republiky schválena nebyla.
Dne 14. prosince 2011 však Poslanecká sněmovna schválila hlasy 159 poslanců ústavní zákon č. 71/2012 Sb., jímž se přímá volba zavádí. Proti byli jen tři poslanci. Také Senát návrh dne 8. února 2012 přijal, pro bylo 49 přítomných senátorů, proti 22. 17. února 2012 jej pak podepsal prezident Václav Klaus. Nový způsob volby hlavy českého státu vstoupil v účinnost 1. října 2012.
Kromě toho byl dodatečně přijat i prováděcí zákon o volbě prezidenta republiky a o změně některých zákonů (zákon o volbě prezidenta republiky) (č. 275/2012 Sb.), který stanoví podrobnosti navrhování kandidátů, vyhlašování a provádění volby, vyhlašování jejího výsledku a možnost soudního přezkumu. Návrh takového prováděcího zákona podala vláda dne 27. února 2012, bez větších potíží byl schválen Poslaneckou sněmovnou dne 13. června, Senátem dne 18. července a prezident republiky jej podepsal 1. srpna 2012. Kdyby přijat nebyl, nebylo by možné volbu prezidenta provést a po 7. březnu 2013 by tudíž český stát byl bez své hlavy. Její pravomoci by dle čl. 66 Ústavy přešly na předsedu vlády a předsedu Poslanecké sněmovny (případně předsedu Senátu).
Oba nabyly účinnosti dne 1. října 2012. Téhož dne pak předseda Senátu Milan Štěch vyhlásil termín prvního kola volby.

### Proces volby
Volba prezidenta republiky se koná tajným hlasováním na základě všeobecného, rovného a přímého volebního práva všech českých občanů nad 18 let. Kandidáti musejí splňovat podmínky pro výkon funkce, které jsou obdobné jako do senátu PČR, tedy občanství ČR a věk nejméně 40 let, musí mít svéprávnost a nesmí jít o stávajícího (posledního) prezidenta, pokud je ve funkci již druhé volební období po sobě. Volba se musí konat v posledních šedesáti dnech funkčního období úřadujícího prezidenta, nejpozději však třicet dnů před jeho koncem. Volbu vyhlašuje předseda Senátu.
Navrhnout kandidáta může každý občan České republiky starší 18 let, podpoří-li jeho návrh petice podepsaná nejméně 50 tisíci takovými občany. Navrhovat kandidáta je také oprávněno nejméně 20 poslanců nebo nejméně 10 senátorů. Kandidátní listinu je nutné podat ministerstvu vnitra nejpozději 66 dnů přede dnem volby. Navrhující poslanci, navrhující senátoři nebo navrhující občan mohou podat pouze jednu kandidátní listinu a kandidát může být uveden pouze na jedné kandidátní listině. Navrhující poslanci nebo senátoři musí určit svého zmocněnce, navrhující občan ho může určit. Kandidát na prezidenta nesmí být zmocněncem svých navrhovatelů/-e ani navrhovatelů/-e jiného kandidáta, kandidát však může jako občan sám navrhovat kandidaturu svoji nebo jiného kandidáta. Občan však může peticí podpořit i více kandidátů. Ke kandidátní listině musí být přiloženo prohlášení kandidáta, že souhlasí se svou kandidaturou a že mu není známa překážka volitelnosti nebo že tato překážka pomine ke dni volby prezidenta, že nedal souhlas k tomu, aby byl uveden na jiné kandidátní listině, a že údaje o jeho osobě jsou pravdivé. Ministerstvo kandidátní listinu přezkoumá a zaregistruje ji, splňuje-li všechny zákonné náležitosti. Kandidát se může vzdát své kandidatury do 24 hodin před zahájením volby, a to osobně nebo prohlášením s vlastním podpisem. Pokud kandidát pozbude volitelnosti, tuto informaci ministerstvu doručuje zmocněnec navrhovatelů či navrhovatele nebo navrhující občan.
Povinností registrovaného kandidáta je nejpozději do 5 dnů ode dne vyhlášení volby zřídit volební účet u banky v České republice. Přes tento účet musí být prováděno veškeré financovaní kampaně. Všechny údaje o původu prostředků musí kandidát zveřejňovat (§ 24 zákona); většinou se to řeší tzv. transparentním účtem, ale zákon připouští i jiné a méně operativní metody zveřejňování, například měsíčním výpisem. Limit vynaložených prostředků je 40 milionů Kč a dalších 10 milionů pro účastníky druhého kola (§ 37 zákona).

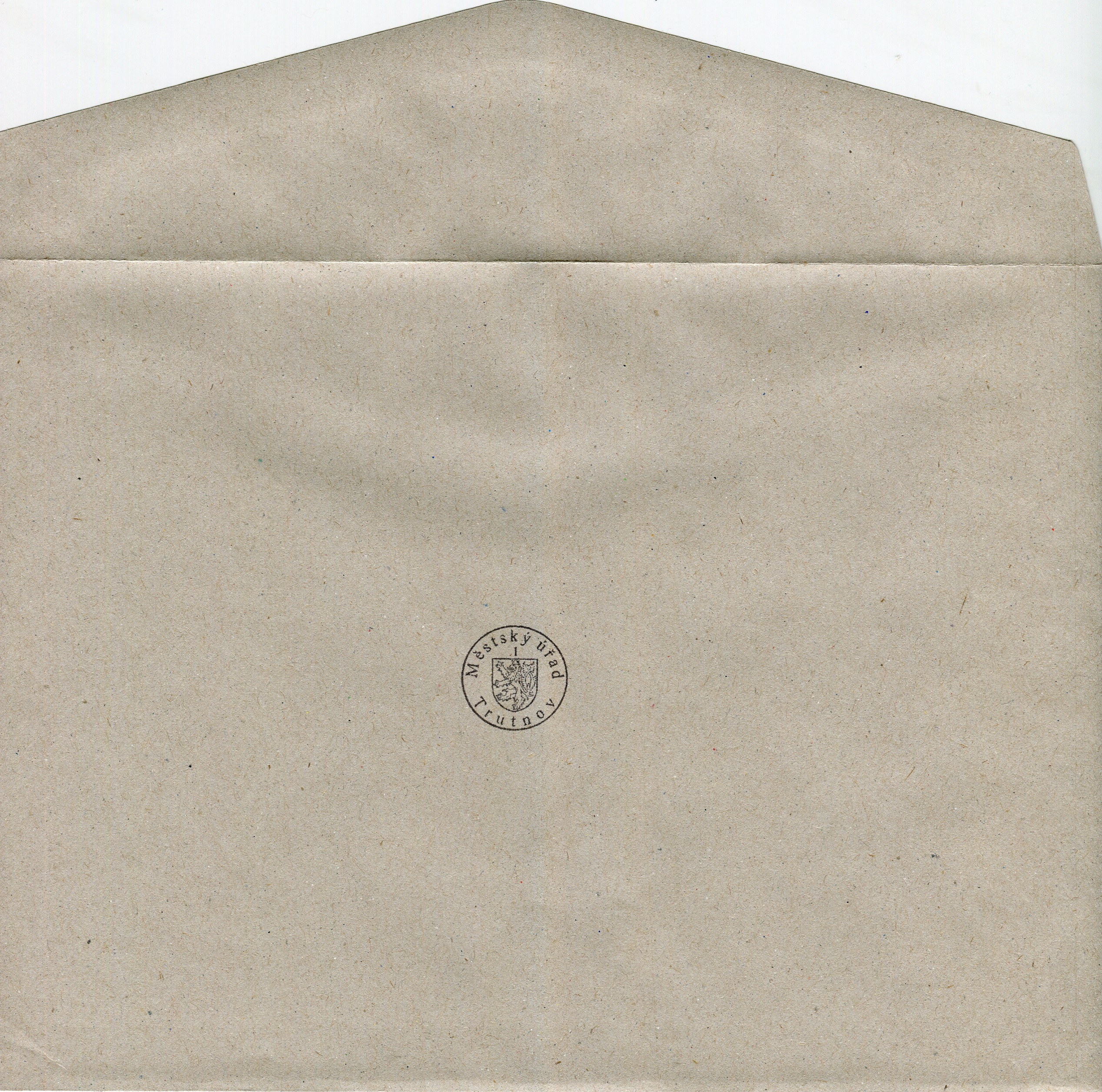
Hlasovací obálka z prezidentské volby v roce 2018

Voliči jsou vedeni ve stálém seznamu voličů vedeném podle zákona o volbách do zastupitelstev obcí a ve zvláštních seznamech voličů vedených podle zákona o volbách do Parlamentu České republiky nebo podle zákona o volbě prezidenta republiky. Volič, který pobývá nebo chce volit mimo místo, kde je veden ve stálém seznamu nebo ve zvláštním seznamu vedeném zastupitelským úřadem, je z tohoto seznamu dočasně vyškrtnut a zapsán do zvláštního seznamu, a to buď předem (v případě voličů v nemocnicích, sociálních a výchovných zařízeních či detenčních zařízeních a věznicích) na základě spolupráce s vedoucím daného zařízení, nebo až ve volební místnosti na základě předložení voličského průkazu, který dokládá dočasné vyškrtnutí ze stálého seznamu. Seznamy se uzavírají dva dny před volbou. Voliče o konání voleb informuje zveřejněním starosta nebo zastupitelský úřad, zároveň zveřejní adresy volebních místností a příslušnost k volebním okrskům. Specifický způsob volby probíhá v zahraničí. Pro volbu odsud je nutné si zařídit voličský průkaz a volit ne některém ze zastupitelských úřadů, nejčastěji ambasád. Při dlouhodobém pobytu se situace řeší zapsáním na speciální seznam voličů. Od roku 2025 je, po zapsání na speciální seznam voličů, ze zahraničí možné hlasovat také korespondenčně.
Volí se stejně jako v ostatních volbách vždy v pátek od 14 do 22 hodin a v sobotu od 8 do 14 hodin. Prezidentem je zvolen kandidát, který získá nadpoloviční většinu všech platných odevzdaných hlasů. Když k tomu nedojde, koná se za čtrnáct dní druhé volební kolo, do kterého postupují dva nejúspěšnější kandidáti z kola prvního (při teoretické rovnosti hlasů postupují všichni kandidáti, kteří získali nejvyšší počet hlasů, a nejsou-li takoví kandidáti alespoň dva, postupují i kandidáti, kteří obdrželi druhý nejvyšší počet hlasů). Jestliže se postupující kandidát své kandidatury vzdá nebo přestane být volitelný, postupuje další v pořadí. Ve druhém kole je pak zvolen kandidát, který získá větší počet hlasů. Při opět hypotetické rovnosti hlasů je celá volba zrušena a do deseti dnů je vyhlášena nová volba.

## Seznam voleb
| Rok  | Den volby                                                      | Zvolený prezident | Typ volby | Článek                                |
| ---- | -------------------------------------------------------------- | ----------------- | --------- | ------------------------------------- |
| 1993 | 26. ledna                                                      | Václav Havel      | nepřímá   | Volba prezidenta České republiky 1993 |
| 1998 | 20. ledna                                                      | Václav Havel      | nepřímá   | Volba prezidenta České republiky 1998 |
| 2003 | 15. ledna (1. volba) 24. ledna (2. volba) 28. února (3. volba) | Václav Klaus      | nepřímá   | Volba prezidenta České republiky 2003 |
| 2008 | 8.–9. února (1. volba) 15. února (2. volba)                    | Václav Klaus      | nepřímá   | Volba prezidenta České republiky 2008 |
| 2013 | 11.–12. ledna (1. kolo) 25.–26. ledna (2. kolo)                | Miloš Zeman       | přímá     | Volba prezidenta České republiky 2013 |
| 2018 | 12.–13. ledna (1. kolo) 26.–27. ledna (2. kolo)                | Miloš Zeman       | přímá     | Volba prezidenta České republiky 2018 |
| 2023 | 13.–14. ledna (1. kolo) 27.–28. ledna (2. kolo)                | Petr Pavel        | přímá     | Volba prezidenta České republiky 2023 |

### Výsledky přímých voleb (od 2013)
Podle oficiálních volebních výsledků 2. kola voleb.
| Rok  | Zvolený kandidát | Zvolený kandidát | Zvolený kandidát | Nezvolený kandidát  | Nezvolený kandidát | Nezvolený kandidát |
| Rok  | Jméno            | Hlasy            | %                | Jméno               | Hlasy              | %                  |
| ---- | ---------------- | ---------------- | ---------------- | ------------------- | ------------------ | ------------------ |
| 2013 | Miloš Zeman      | 2 717 405        | 54,80            | Karel Schwarzenberg | 2 241 171          | 45,19              |
| 2018 | Miloš Zeman      | 2 853 390        | 51,36            | Jiří Drahoš         | 2 701 206          | 48,63              |
| 2023 | Petr Pavel       | 3 359 301        | 58,32            | Andrej Babiš        | 2 399 898          | 41,67              |

## Volební účast
Přímá volba prezidenta republiky dlouhodobě přitahuje velkou pozornost a patří spolu s volbami do Poslanecké sněmovny mezi volby s nejvyšší účastí.
Podle oficiálních výsledků voleb.
|  | nejvyšší volební účast |  | nejnižší volební účast |

| Rok  | 1. kolo | 2. kolo |
| ---- | ------- | ------- |
| 2013 | 61,31 % | 59,11 % |
| 2018 | 61,92 % | 66,60 % |
| 2023 | 68,24 % | 70,25 % |

## Kontroverze
Přímá volba polarizuje společnost, protože v prvním kole kandidátům pomáhá silná vyhraněnost voličů (jednoho milují, druhého nenávidí). Silná vyhraněnost je pak na překážku v druhém kole, které často vede k tomu, že by měl vyhrát konsensuálnější kandidát. Příkladem je na Slovensku kandidatura Vladimíra Mečiara, který dvakrát postoupil do druhého kola, a pokaždé prohrál, stejně jako jednou Robert Fico.